# THE MANZAI マスターズ
『THE MANZAI マスターズ』（ザ・マンザイ マスターズ）は、フジテレビ系列で2015年から毎年12月の日曜日のゴールデンタイム・プライムタイムに年1回放送されている漫才を中心とした演芸バラエティ番組及び特別番組。
2011年から2014年まで開催されていた、決勝戦が年末にフジテレビ系列で生放送されていた『日清食品 THE MANZAI 年間最強漫才師決定トーナメント!』のコンテスト形式と生放送を廃止し、1980年代の『THE MANZAI』のように漫才師が一堂に会する祭典的な収録番組として放送が開始された。

## 概要
本番組開始の前年までは、2010年を最後に終了した若手漫才師のコンテスト『M-1グランプリ』（朝日放送）に代わるコンテスト番組として『日清食品 THE MANZAI』（以下、前番組）が2011年から計4回開催されていた。しかし、2015年より『M-1グランプリ』が再び開催されることが決定すると、その影響により一部出演者がコンテストとしての『THE MANZAI』は終了し1980年代のようなネタ見せ番組へ移行する事をほのめかす発言をするなど、このイベントそのものの開催自体も不明な状態が続いた。
その中で「年に一度の漫才師の祭典」としてリニューアルして開催することが決まり、総合司会は前番組に引き続きナインティナイン、そして前番組までコンテストの最高顧問を務めたビートたけしも本番組においても引き続きTHE MANZAI最高顧問として番組に携わることとなった。最高顧問のたけしは「お笑いに順位をつけるのがそもそもおかしいと思う。記録なんてない。好みもあるしねえ」との持論があり、それ故に前番組とは違い本番組では優勝者は決めないが、番組の最後に最高顧問のたけしの独断により最も面白い漫才を披露した出演者に「たけし賞」が送られる（所謂MVPのようなもの、副賞等は一切無し）。
番組タイトルは2018年までは『Cygames THE MANZAI（西暦）プレミアマスターズ』、2019年からは『THE MANZAI（西暦）マスターズ』となっている。2018年まではCygames、2023年からはアサヒビールならびにスマドリが冠スポンサーに就いている。
番組の冒頭では毎回、THE MANZAI最高顧問であるビートたけしによる開会宣言が行われているが、内容はその年の時事問題を扱い、大仕掛けなロケをするFNS27時間テレビでお馴染みの火薬田ドンのようなミニコントとなっている。
また番組から推薦を受けた若手漫才師が本番組への出演権をかけて競うコンテスト形式の『THE MANZAI（西暦）プレマスターズ』（関東ローカル）が事前に放送され、優秀者が本番組に出演することができる。

## 放送日
| 回 | 放送日         | 放送時間（JST） | 放送タイトル                                     | たけし賞受賞者     | 備考                                   |
| -- | -------------- | --------------- | ------------------------------------------------ | ------------------ | -------------------------------------- |
| 1  | 2015年12月20日 | 19:00 - 21:54   | Cygames THE MANZAI 2015 プレミアマスターズ       | 海原やすよ・ともこ |                                        |
| 2  | 2016年12月18日 | 19:00 - 21:54   | Cygames THE MANZAI 2016 プレミアマスターズ       | 千鳥               |                                        |
| 3  | 2017年12月17日 | 19:00 - 22:24   | Cygames THE MANZAI 2017 プレミアマスターズ       | 流れ星             | 初のプレマスターズ勝ち上がりからの受賞 |
| 4  | 2018年12月9日  | 19:00 - 22:24   | Cygames THE MANZAI 2018 マスターズ               | 流れ星             | 初のたけし賞2年連続受賞                |
| 5  | 2019年12月8日  | 19:00 - 21:54   | THE MANZAI 2019 マスターズ                       | インディアンス     | プレマスターズ勝ち上がりからの受賞     |
| 6  | 2020年12月6日  | 19:00 - 21:54   | THE MANZAI 2020 マスターズ                       | 中川家             |                                        |
| 7  | 2021年12月5日  | 19:00 - 21:54   | THE MANZAI 2021 マスターズ                       | かまいたち         |                                        |
| 8  | 2022年12月4日  | 19:00 - 21:54   | THE MANZAI 2022 マスターズ                       | ナイツ             |                                        |
| 9  | 2023年12月10日 | 19:00 - 21:54   | アサヒビール スマドリ THE MANZAI 2023 マスターズ | テンダラー         |                                        |
| 10 | 2024年12月8日  | 19:00 - 21:54   | アサヒビール スマドリ THE MANZAI 2024 マスターズ | NON STYLE          |                                        |

- ネット局はすべてフジテレビ系列フルネット局26局のみ。一方のクロスネット局のテレビ大分・テレビ宮崎は原則上非ネット（当該時間帯は日本テレビ系列の番組を同時ネットしている為）。

プレマスターズ
| 回 | 放送日         | 放送時間（JST） | 放送タイトル                           | マスターズ進出者                   | 備考                                                |
| -- | -------------- | --------------- | -------------------------------------- | ---------------------------------- | --------------------------------------------------- |
| 1  | 2015年12月12日 | 15:35 - 17:30   | THE MANZAI 2015 プレマスターズ         | 三四郎 ジャルジャル メイプル超合金 |                                                     |
| 2  | 2016年12月10日 | 13:30 - 15:00   | Cygames THE MANZAI 2016 プレマスターズ | タイムマシーン3号 トット ミキ      |                                                     |
| 3  | 2017年12月9日  | 14:00 - 15:25   | Cygames THE MANZAI 2017 プレマスターズ | ジャルジャル 流れ星 和牛           | 2回目のプレマスターズ勝ち上がり（ジャルジャル）     |
| 4  | 2018年12月1日  | 14:00 - 15:25   | Cygames THE MANZAI 2018 プレマスターズ | インディアンス ミキ                | 2回目のプレマスターズ勝ち上がり（ミキ）             |
| 5  | 2019年11月30日 | 15:30 - 16:30   | THE MANZAI 2019 プレマスターズ         | インディアンス プラス・マイナス    | 2年連続のプレマスターズ勝ち上がり（インディアンス） |
| 6  | 2020年12月5日  | 16:30 - 17:30   | THE MANZAI 2020 プレマスターズ         | ミキ                               | 3回目のプレマスターズ勝ち上がり                     |
| 7  | 2021年11月28日 | 16:00 - 17:20   | THE MANZAI 2021 プレマスターズ         | ミキ                               | 2年連続・4回目のプレマスターズ勝ち上がり            |
| 8  | 2022年11月27日 | 16:00 - 17:20   | THE MANZAI 2022 プレマスターズ         | からし蓮根                         |                                                     |
| 9  | 2023年12月10日 | 12:00 - 14:00   | THE MANZAI 2023 プレマスターズ         | さすらいラビー                     | 初の「マスターズ」との同日放送、初回以来の2時間枠   |
| 10 | 2024年12月7日  | 14:30 - 16:00   | THE MANZAI 2024 プレマスターズ         | ヤーレンズ ナイチンゲールダンス    |                                                     |

## 各回の放送内容
★はプレマスターズ大会勝者（マスターズ出演権獲得者）、第4回（2018年）までの☆は同年のM-1グランプリチャンピオンによるマスターズ出演者、太字で記されたグループはその回のたけし賞受賞者である事を示す。「主な受賞歴」の項目では、本番組出演時点におけるその大会での最高成績のみを記載する。
大トリは爆笑問題で固定。また、第8回まではその1つ前が中川家で固定されていた。

### 第1回（2015年）
フジテレビ系列にて2015年12月20日19:00 - 21:54に『Cygames THE MANZAI 2015 プレミアマスターズ』として放送。前番組までの日清食品に代わりCygamesが冠スポンサーとなる。内容は前番組のコンテスト形式から一新され、“年に一度の漫才の祭典”となった。このプレミアマスターズの出演者は「人気実力ともに最高峰の選ばれし漫才の名手”THE MANZAIマスター”」と称されており、出演が決まると上記注釈の通り番組特製のマスターバッジ（前番組の認定バッジと同じ物）と、ガラス板に封入された招待状（形状は前番組の横長から縦長に変更され、ガラス板のサイズも大きくなった）が贈られる。
12月20日放送の本編には主に招待組である中堅・ベテラン勢の人気漫才コンビが出演したほか、12月12日15:35 - 17:30に若手漫才師が出演する『THE MANZAI 2015プレマスターズ』が放送された。プレマスターズはプレミアマスターズの予選会的な位置づけであり、「実力と勢いのある漫才師」としてTHE MANZAI実行委員会が推薦した20組の若手漫才師がプレミアマスターズの出演権を争った。

#### 出演者
| 出番 | グループ名             | M-1決勝   | その他賞レースなど                                        | THE MANZAIとの関わり          |
| ---- | ---------------------- | --------- | --------------------------------------------------------- | ----------------------------- |
| 1    | フットボールアワー     | 2003 優勝 |                                                           |                               |
| 2    | タカアンドトシ         | 2004 4位  | オンバト 2004・2005 年間王者                              |                               |
| 3    | トレンディエンジェル☆  | 2015 優勝 | オンバト+ 2011 年間王者                                   | 2012 決勝進出 2014 2位        |
| 4    | ブラックマヨネーズ     | 2005 優勝 |                                                           |                               |
| 5    | ナイツ                 | 2008 3位  |                                                           | 2011 2位                      |
| 6    | NON STYLE              | 2008 優勝 | オンバト 2006 年間王者 R-1 2015 決勝進出（石田）          | 2012 決勝進出 2013 3位        |
| 7    | 博多華丸・大吉         |           | R-1 2006 優勝（華丸）                                     | 2011 決勝進出 2014 優勝       |
| 8    | 海原やすよ・ともこ     |           | 上方漫才大賞（2012年）                                    |                               |
| 9    | 笑い飯                 | 2010 優勝 | 上方漫才大賞（2014年）                                    | 2012 決勝進出                 |
| 10   | メイプル超合金★        | 2015 7位  |                                                           |                               |
| 11   | サンドウィッチマン     | 2007 優勝 | KOC 2009 2位                                              |                               |
| 12   | 三四郎★                |           |                                                           |                               |
| 13   | おぎやはぎ             | 2002 4位  |                                                           |                               |
| 14   | キャイ〜ン             |           |                                                           | 2011〜2013 審査員（天野）     |
| 15   | ますだおかだ           | 2002 優勝 | 上方漫才大賞（2002年）                                    |                               |
| 16   | チュートリアル         | 2006 優勝 | R-1 2007 2位（徳井）                                      |                               |
| 17   | パンクブーブー         | 2009 優勝 |                                                           | 2011 優勝                     |
| 18   | ハマカーン             |           |                                                           | 2011 決勝進出 2012 優勝       |
| 19   | ジャルジャル★          | 2015 3位  | KOC 2010 4位                                              |                               |
| 20   | ウーマンラッシュアワー |           |                                                           | 2011・2012 決勝進出 2013 優勝 |
| 21   | 矢野・兵動             |           | 上方漫才大賞（2009年）                                    |                               |
| 22   | 中川家                 | 2001 優勝 | 上方漫才大賞（2010年）                                    |                               |
| 23   | 爆笑問題               |           | 新人演芸大賞 大賞（1993年） 花形演芸会 特別大賞（2001年） | 2011 シークレットゲスト       |

#### プレマスターズ出演者
- アキナ
- ウエストランド
- エレファントジョン
- オジンオズボーン
- 学天即
- 銀シャリ
- 三四郎★
- 三拍子
- 磁石
- ジャイアントジャイアン
- ジャルジャル★
- 湘南デストラーデ
- 笑撃戦隊
- タイムマシーン3号
- トレンディエンジェル☆
- ニューヨーク
- 馬鹿よ貴方は
- POISON GIRL BAND
- メイプル超合金★
- 和牛

### 第2回（2016年）
フジテレビ系列にて、2016年12月18日19:00 - 21:54に『Cygames THE MANZAI 2016 プレミアマスターズ』として放送。このほかに、12月10日13:30 - 15:00にマスターズの予選会的番組として、『Cygames THE MANZAI 2016 プレマスターズ』が放送された。
本来はプレミアマスターズにNON STYLEが出演予定であったが、メンバーである井上裕介の不祥事により出演を自粛したため、急遽代役としてプレマスターズからトットがプレミアマスターズに出演した。

#### 出演者
| 出番 | グループ名             | M-1決勝   | その他賞レースなど                                        | THE MANZAIとの関わり          |
| ---- | ---------------------- | --------- | --------------------------------------------------------- | ----------------------------- |
| 1    | タカアンドトシ         | 2004 4位  | オンバト 2004・2005 年間王者                              |                               |
| 2    | トレンディエンジェル   | 2015 優勝 | オンバト+ 2011 年間王者                                   | 2012 決勝進出 2014 2位        |
| 3    | 笑い飯                 | 2010 優勝 |                                                           | 2012 決勝進出                 |
| 4    | タイムマシーン3号★     | 2015 4位  | オンバト+ 2012 年間王者 KOC 2016 4位                      |                               |
| 5    | ウーマンラッシュアワー |           |                                                           | 2011・2012 決勝進出 2013 優勝 |
| 6    | 矢野・兵動             |           |                                                           |                               |
| 7    | トット★                |           |                                                           |                               |
| 8    | フットボールアワー     | 2003 優勝 |                                                           |                               |
| 9    | ますだおかだ           | 2002 優勝 |                                                           |                               |
| 10   | キャイ〜ン             |           |                                                           | 2011〜2013 審査員（天野）     |
| 11   | 銀シャリ☆              | 2016 優勝 | KOC 2012 7位                                              | 2011・2013 決勝進出           |
| 12   | 千鳥                   | 2005 6位  | R-1 2012 決勝進出（大悟）                                 | 2011 3位 2012・2013 2位       |
| 13   | スピードワゴン         | 2003 6位  |                                                           |                               |
| 14   | ナイツ                 | 2008 3位  |                                                           | 2011 2位                      |
| 15   | ハマカーン             |           |                                                           | 2011 決勝進出 2012 優勝       |
| 16   | サンドウィッチマン     | 2007 優勝 | KOC 2009 2位                                              |                               |
| 17   | チュートリアル         | 2006 優勝 | R-1 2007 2位（徳井）                                      |                               |
| 18   | 博多華丸・大吉         |           | R-1 2006 優勝（華丸）                                     | 2011 決勝進出 2014 優勝       |
| 19   | 海原やすよ・ともこ     |           |                                                           | 2015 たけし賞                 |
| 20   | パンクブーブー         | 2009 優勝 |                                                           | 2011 優勝                     |
| 21   | おぎやはぎ             | 2002 4位  |                                                           |                               |
| 22   | ミキ★                  |           |                                                           |                               |
| 23   | 中川家                 | 2001 優勝 |                                                           |                               |
| 24   | 爆笑問題               |           | 新人演芸大賞 大賞（1993年） 花形演芸会 特別大賞（2001年） | 2011 シークレットゲスト       |

#### プレマスターズ出演者
- アインシュタイン
- オキシジェン
- 銀シャリ☆
- コマンダンテ
- さらば青春の光
- 三四郎
- 笑撃戦隊
- セルライトスパ
- タイムマシーン3号★
- トット★
- とろサーモン
- 錦鯉
- ニューヨーク
- 馬鹿よ貴方は
- ミキ★

### 第3回（2017年）
フジテレビ系列にて、2017年12月17日19:00 - 22:54に『Cygames THE MANZAI 2017 プレミアマスターズ』として放送。ほかに、12月9日14:00 - 15:25にマスターズの予選会的番組として、『Cygames THE MANZAI 2017 プレマスターズ』が放送された。

#### 出演者
| 出番 | グループ名             | M-1決勝        | その他賞レースなど                                        | THE MANZAIとの関わり                  |
| ---- | ---------------------- | -------------- | --------------------------------------------------------- | ------------------------------------- |
| 1    | NON STYLE              | 2008 優勝      | オンバト 2006 年間王者 R-1 2015 決勝進出（石田）          | 2012 決勝進出 2013 3位                |
| 2    | フットボールアワー     | 2003 優勝      |                                                           |                                       |
| 3    | とろサーモン☆          | 2017 優勝      |                                                           |                                       |
| 4    | トレンディエンジェル   | 2015 優勝      | オンバト+ 2011 年間王者                                   | 2012 決勝進出 2014 2位                |
| 5    | 千鳥                   | 2005 6位       | R-1 2012 決勝進出（大悟）                                 | 2011 3位 2012・2013 2位 2016 たけし賞 |
| 6    | テンダラー             |                |                                                           | 2011・2012 決勝進出                   |
| 7    | サンドウィッチマン     | 2007 優勝      | KOC 2009 2位                                              |                                       |
| 8    | タカアンドトシ         | 2004 4位       | オンバト 2004・2005 年間王者                              |                                       |
| 9    | 矢野・兵動             |                |                                                           |                                       |
| 10   | キャイ〜ン             |                |                                                           | 2011〜2013 審査員（天野）             |
| 11   | 銀シャリ               | 2016 優勝      | KOC 2012 7位                                              | 2011・2013 決勝進出                   |
| 12   | 海原やすよ・ともこ     |                |                                                           | 2015 たけし賞                         |
| 13   | 流れ星★                |                |                                                           | 2013 決勝進出                         |
| 14   | 和牛★                  | 2016・2017 2位 |                                                           | 2014 決勝進出                         |
| 15   | ジャルジャル★          | 2015 3位       | KOC 2010 4位                                              | 2015 プレマスターズ勝者               |
| 16   | ナイツ                 | 2008 3位       |                                                           | 2011 2位                              |
| 17   | 博多華丸・大吉         |                | R-1 2006 優勝（華丸）                                     | 2011 決勝進出 2014 優勝               |
| 18   | おぎやはぎ             | 2002 4位       |                                                           |                                       |
| 19   | パンクブーブー         | 2009 優勝      |                                                           | 2011 優勝                             |
| 20   | ウーマンラッシュアワー |                |                                                           | 2011・2012 決勝進出 2013 優勝         |
| 21   | ハマカーン             |                |                                                           | 2011 決勝進出 2012 優勝               |
| 22   | 笑い飯                 | 2010 優勝      |                                                           | 2012 決勝進出                         |
| 23   | チュートリアル         | 2006 優勝      | R-1 2007 2位（徳井）                                      |                                       |
| 24   | 中川家                 | 2001 優勝      |                                                           |                                       |
| 25   | 爆笑問題               |                | 新人演芸大賞 大賞（1993年） 花形演芸会 特別大賞（2001年） | 2011 シークレットゲスト               |

#### プレマスターズ出演者
- アキナ
- 尼神インター
- ウエストランド
- Aマッソ
- かまいたち
- カミナリ
- 三四郎
- 霜降り明星
- ジャルジャル★
- タイムマシーン3号
- トット
- 流れ星★
- ミキ
- 和牛★

### 第4回（2018年）
フジテレビ系列にて、2018年12月9日19:00 - 22:54に『Cygames THE MANZAI 2018 マスターズ』として放送。ほかに、12月1日14:00 - 15:25にマスターズの予選会的番組として、『Cygames THE MANZAI 2018 プレマスターズ』が放送された。

#### 出演者
| 出番 | グループ名             | M-1決勝   | その他賞レースなど                                        | THE MANZAIとの関わり                                |
| ---- | ---------------------- | --------- | --------------------------------------------------------- | --------------------------------------------------- |
| 1    | 霜降り明星☆            | 2018 優勝 |                                                           |                                                     |
| 2    | NON STYLE              | 2008 優勝 | オンバト 2006 年間王者 R-1 2015 決勝進出（石田）          | 2012 決勝進出 2013 3位                              |
| 3    | チュートリアル         | 2006 優勝 | R-1 2007 2位（徳井）                                      |                                                     |
| 4    | トレンディエンジェル   | 2015 優勝 | オンバト+ 2011 年間王者                                   | 2012 決勝進出 2014 2位                              |
| 5    | 流れ星                 |           |                                                           | 2013 決勝進出 2017 プレマスターズ勝者 2017 たけし賞 |
| 6    | 海原やすよ・ともこ     |           |                                                           | 2015 たけし賞                                       |
| 7    | タカアンドトシ         | 2004 4位  | オンバト 2004・2005 年間王者                              |                                                     |
| 8    | サンドウィッチマン     | 2007 優勝 | KOC 2009 2位                                              |                                                     |
| 9    | ミキ★                  | 2017 3位  |                                                           | 2016 プレマスターズ勝者                             |
| 10   | インディアンス★        |           |                                                           |                                                     |
| 11   | テンダラー             |           |                                                           | 2011・2012 決勝進出                                 |
| 12   | 銀シャリ               | 2016 優勝 | KOC 2012 7位                                              | 2011・2013 決勝進出                                 |
| 13   | パンクブーブー         | 2009 優勝 |                                                           | 2011 優勝                                           |
| 14   | 博多華丸・大吉         |           | R-1 2006 優勝（華丸）                                     | 2011 決勝進出 2014 優勝                             |
| 15   | 千鳥                   | 2005 6位  | R-1 2012 決勝進出（大悟）                                 | 2011 3位 2012・2013 2位 2016 たけし賞               |
| 16   | ナイツ                 | 2008 3位  |                                                           | 2011 2位                                            |
| 17   | 笑い飯                 | 2010 優勝 |                                                           | 2012 決勝進出                                       |
| 18   | おぎやはぎ             | 2002 4位  |                                                           |                                                     |
| 19   | ウーマンラッシュアワー |           |                                                           | 2011・2012 決勝進出 2013 優勝                       |
| 20   | ハマカーン             |           |                                                           | 2011 決勝進出 2012 優勝                             |
| 21   | 矢野・兵動             |           |                                                           |                                                     |
| 22   | とろサーモン           | 2017 優勝 |                                                           |                                                     |
| 23   | 中川家                 | 2001 優勝 |                                                           |                                                     |
| 24   | 爆笑問題               |           | 新人演芸大賞 大賞（1993年） 花形演芸会 特別大賞（2001年） | 2011 シークレットゲスト                             |

#### プレマスターズ出演者
- アインシュタイン
- インディアンス★
- 三拍子
- 霜降り明星☆
- トット
- プリマ旦那
- まんじゅう大帝国
- ミキ★
- ゆにばーす
- 四千頭身
- 和牛

### 第5回（2019年）
フジテレビ系列にて、2019年12月8日19:00 - 22:54に『THE MANZAI 2019 マスターズ』として放送。ほかに、11月30日15:30 - 16:30にマスターズの予選会的番組として、『THE MANZAI 2019 プレマスターズ』が放送された。この回よりCygamesの冠が外れ、カルピス（アサヒ飲料）を筆頭とする複数社提供となり、プレマスターズからのマスターズ進出者には副賞として「カルピス1年分」が贈られた。なお、最高顧問のビートたけしは裏番組出演の為、20:00頃 - 20:45頃まで途中退席した。
アンタッチャブルが活動休止以来約10年ぶりとなる本格的な漫才を披露した。また、この年から『M-1グランプリ』の放送が『THE MANZAI』より後になったため、同年のチャンピオンの出演はその翌年からとなっている。

#### 出演者
| 出番 | グループ名             | M-1決勝        | その他賞レースなど                                        | THE MANZAIとの関わり                                      |
| ---- | ---------------------- | -------------- | --------------------------------------------------------- | --------------------------------------------------------- |
| 1    | サンドウィッチマン     | 2007 優勝      | KOC 2009 2位                                              |                                                           |
| 2    | ナイツ                 | 2008 3位       |                                                           | 2011 2位                                                  |
| 3    | 銀シャリ               | 2016 優勝      | KOC 2012 7位                                              | 2011・2013 決勝進出                                       |
| 4    | 流れ星                 |                |                                                           | 2013 決勝進出 2017 プレマスターズ勝者 2017・2018 たけし賞 |
| 5    | パンクブーブー         | 2009 優勝      |                                                           | 2011 優勝                                                 |
| 6    | 海原やすよ・ともこ     |                |                                                           | 2015 たけし賞                                             |
| 7    | テンダラー             |                |                                                           | 2011・2012 決勝進出                                       |
| 8    | 博多華丸・大吉         |                | R-1 2006 優勝（華丸）                                     | 2011 決勝進出 2014 優勝                                   |
| 9    | 霜降り明星             | 2018 優勝      | R-1 2019 優勝（粗品）                                     |                                                           |
| 10   | NON STYLE              | 2008 優勝      | オンバト 2006 年間王者 R-1 2015 決勝進出（石田）          | 2012 決勝進出 2013 3位                                    |
| 11   | スピードワゴン         | 2003 6位       |                                                           |                                                           |
| 12   | 和牛                   | 2016〜2018 2位 |                                                           | 2014 決勝進出 2017 プレマスターズ勝者                     |
| 13   | 笑い飯                 | 2010 優勝      |                                                           | 2012 決勝進出                                             |
| 14   | とろサーモン           | 2017 優勝      |                                                           |                                                           |
| 15   | ウーマンラッシュアワー |                |                                                           | 2011・2012 決勝進出 2013 優勝                             |
| 16   | プラス・マイナス★      |                |                                                           |                                                           |
| 17   | インディアンス★        |                |                                                           | 2018 プレマスターズ勝者                                   |
| 18   | タカアンドトシ         | 2004 4位       | オンバト 2004・2005 年間王者                              |                                                           |
| 19   | アンタッチャブル       | 2004 優勝      | オンバト 2003 年間王者                                    |                                                           |
| 20   | おぎやはぎ             | 2002 4位       |                                                           |                                                           |
| 21   | 千鳥                   | 2005 6位       | R-1 2012 決勝進出（大悟）                                 | 2011 3位 2012・2013 2位 2016 たけし賞                     |
| 22   | 中川家                 | 2001 優勝      |                                                           |                                                           |
| 23   | 爆笑問題               |                | 新人演芸大賞 大賞（1993年） 花形演芸会 特別大賞（2001年） | 2011 シークレットゲスト                                   |

#### プレマスターズ出演者
- アインシュタイン
- EXIT
- インディアンス★
- ジャルジャル
- スーパーマラドーナ
- タイムマシーン3号
- トム・ブラウン
- 納言
- プラス・マイナス★
- まんじゅう大帝国
- 宮下草薙
- 四千頭身

### 第6回（2020年）
フジテレビ系列にて、2020年12月6日 19:00 - 21:54に『THE MANZAI 2020 マスターズ』として放送。ほかに、12月5日 16:30 - 17:30にマスターズの予選会的番組として、『THE MANZAI 2020 プレマスターズ』が放送された。

#### 出演者
| 出番 | グループ名             | M-1決勝        | その他賞レースなど                                        | THE MANZAIとの関わり                  |
| ---- | ---------------------- | -------------- | --------------------------------------------------------- | ------------------------------------- |
| 1    | アンタッチャブル       | 2004 優勝      | オンバト 2003 年間王者                                    |                                       |
| 2    | ミルクボーイ           | 2019 優勝      |                                                           |                                       |
| 3    | かまいたち             | 2019 2位       | KOC 2017 優勝                                             |                                       |
| 4    | ナイツ                 | 2008 3位       |                                                           | 2011 2位                              |
| 5    | パンクブーブー         | 2009 優勝      |                                                           | 2011 優勝                             |
| 6    | 銀シャリ               | 2016 優勝      | KOC 2012 7位                                              | 2011・2013 決勝進出                   |
| 7    | ミキ★                  | 2017 3位       |                                                           | 2016・2018 プレマスターズ勝者         |
| 8    | 博多華丸・大吉         |                | R-1 2006 優勝（華丸）                                     | 2011 決勝進出 2014 優勝               |
| 9    | サンドウィッチマン     | 2007 優勝      | KOC 2009 2位                                              |                                       |
| 10   | 霜降り明星             | 2018 優勝      | R-1 2019 優勝（粗品）                                     |                                       |
| 11   | テンダラー             |                |                                                           | 2011・2012 決勝進出                   |
| 12   | 海原やすよ・ともこ     |                |                                                           | 2015 たけし賞                         |
| 13   | 和牛                   | 2016〜2018 2位 |                                                           | 2014 決勝進出 2017 プレマスターズ勝者 |
| 14   | ウーマンラッシュアワー |                |                                                           | 2011・2012 決勝進出 2013 優勝         |
| 15   | ブラックマヨネーズ     | 2005 優勝      |                                                           |                                       |
| 16   | タカアンドトシ         | 2004 4位       | オンバト 2004・2005 年間王者                              |                                       |
| 17   | 千鳥                   | 2005 6位       | R-1 2012 決勝進出（大悟）                                 | 2011 3位 2012・2013 2位 2016 たけし賞 |
| 18   | NON STYLE              | 2008 優勝      | オンバト 2006 年間王者 R-1 2015 決勝進出（石田）          | 2012 決勝進出 2013 3位                |
| 19   | おぎやはぎ             | 2002 4位       |                                                           |                                       |
| 20   | 笑い飯                 | 2010 優勝      |                                                           | 2012 決勝進出                         |
| 21   | とろサーモン           | 2017 優勝      |                                                           |                                       |
| 22   | 中川家                 | 2001 優勝      |                                                           |                                       |
| 23   | 爆笑問題               |                | 新人演芸大賞 大賞（1993年） 花形演芸会 特別大賞（2001年） | 2011 シークレットゲスト               |

#### プレマスターズ出演者
- インディアンス
- オズワルド
- からし蓮根
- すゑひろがりず
- ニューヨーク
- まんじゅう大帝国
- ミキ★
- 見取り図
- 四千頭身
- ラランド

### 第7回（2021年）
フジテレビ系列にて、2021年12月5日 19:00 - 21:54に『THE MANZAI 2021 マスターズ』として放送。ほかに、11月28日 16:00 - 17:20にマスターズの予選会的番組として、『THE MANZAI 2021 プレマスターズ』が放送された。
前回のプレマスターズ勝者を含めた23組中、ブラックマヨネーズを除いた22組が続投し、顔ぶれの変化が過去最少の1組となった。

#### 出演者
| 出番 | グループ名             | M-1決勝        | その他賞レースなど                                        | THE MANZAIとの関わり                  |
| ---- | ---------------------- | -------------- | --------------------------------------------------------- | ------------------------------------- |
| 1    | アンタッチャブル       | 2004 優勝      | オンバト 2003 年間王者                                    |                                       |
| 2    | サンドウィッチマン     | 2007 優勝      | KOC 2009 2位                                              |                                       |
| 3    | タカアンドトシ         | 2004 4位       | オンバト 2004・2005 年間王者                              |                                       |
| 4    | NON STYLE              | 2008 優勝      | オンバト 2006 年間王者 R-1 2015 決勝進出（石田）          | 2012 決勝進出 2013 3位                |
| 5    | マヂカルラブリー       | 2020 優勝      | KOC 2018 7位 R-1 2020 優勝（野田）                        |                                       |
| 6    | 和牛                   | 2016〜2018 2位 |                                                           | 2014 決勝進出 2017 プレマスターズ勝者 |
| 7    | ミルクボーイ           | 2019 優勝      |                                                           |                                       |
| 8    | かまいたち             | 2019 2位       | KOC 2017 優勝                                             |                                       |
| 9    | 千鳥                   | 2005 6位       | R-1 2012 決勝進出（大悟）                                 | 2011 3位 2012・2013 2位 2016 たけし賞 |
| 10   | テンダラー             |                |                                                           | 2011・2012 決勝進出                   |
| 11   | 霜降り明星             | 2018 優勝      | R-1 2019 優勝（粗品）                                     |                                       |
| 12   | 銀シャリ               | 2016 優勝      | KOC 2012 7位                                              | 2011・2013 決勝進出                   |
| 13   | パンクブーブー         | 2009 優勝      |                                                           | 2011 優勝                             |
| 14   | ウーマンラッシュアワー |                |                                                           | 2011・2012 決勝進出 2013 優勝         |
| 15   | ミキ★                  | 2017 3位       |                                                           | プレマスターズ 4回中3回突破           |
| 16   | 海原やすよ・ともこ     |                |                                                           | 2015 たけし賞                         |
| 17   | 博多華丸・大吉         |                | R-1 2006 優勝（華丸）                                     | 2011 決勝進出 2014 優勝               |
| 18   | おぎやはぎ             | 2002 4位       |                                                           |                                       |
| 19   | ナイツ                 | 2008 3位       |                                                           | 2011 2位                              |
| 20   | 笑い飯                 | 2010 優勝      |                                                           | 2012 決勝進出                         |
| 21   | とろサーモン           | 2017 優勝      |                                                           |                                       |
| 22   | 中川家                 | 2001 優勝      |                                                           | 2020 たけし賞                         |
| 23   | 爆笑問題               |                | 新人演芸大賞 大賞（1993年） 花形演芸会 特別大賞（2001年） | 2011 シークレットゲスト               |

#### プレマスターズ出演者
- アインシュタイン
- インディアンス
- Aマッソ
- 蛙亭
- からし蓮根
- 祇園
- キュウ
- コウテイ
- ダイヤモンド
- トム・ブラウン
- ビスケットブラザーズ
- ミキ★
- ラランド
- わらふぢなるお

### 第8回（2022年）
フジテレビ系列にて、2022年12月4日 19:00 - 21:54に『THE MANZAI 2022 マスターズ』として放送。ほかに、11月27日 16:00 - 17:20にマスターズの予選会的番組として、『THE MANZAI 2022 プレマスターズ』が放送。

#### 出演
フットボールアワーが第3回（2017年）以来5年ぶりに出演。また、過去にプレマスターズを4回勝ち上がってきたミキが、初めて正式の招待者として登場した。
| 出番 | グループ名         | M-1決勝   | その他賞レースなど                                        | THE MANZAIとの関わり                  |
| ---- | ------------------ | --------- | --------------------------------------------------------- | ------------------------------------- |
| 1    | タカアンドトシ     | 2004 4位  | オンバト 2004・2005 年間王者                              |                                       |
| 2    | アンタッチャブル   | 2004 優勝 | オンバト 2003 年間王者                                    |                                       |
| 3    | フットボールアワー | 2003 優勝 |                                                           |                                       |
| 4    | 霜降り明星         | 2018 優勝 | R-1 2019 優勝（粗品）                                     |                                       |
| 5    | ナイツ             | 2008 3位  |                                                           | 2011 2位                              |
| 6    | ミルクボーイ       | 2019 優勝 |                                                           |                                       |
| 7    | 千鳥               | 2005 6位  | R-1 2012 決勝進出（大悟）                                 | 2011 3位 2012・2013 2位 2016 たけし賞 |
| 8    | 博多華丸・大吉     |           | R-1 2006 優勝（華丸）                                     | 2011 決勝進出 2014 優勝               |
| 9    | サンドウィッチマン | 2007 優勝 | KOC 2009 2位                                              |                                       |
| 10   | パンクブーブー     | 2009 優勝 |                                                           | 2011 優勝                             |
| 11   | 銀シャリ           | 2016 優勝 | KOC 2012 7位                                              | 2011・2013 決勝進出                   |
| 12   | マヂカルラブリー   | 2020 優勝 | KOC 2018 7位 R-1 2020 優勝（野田）                        |                                       |
| 13   | 錦鯉               | 2021 優勝 |                                                           |                                       |
| 14   | からし蓮根★        | 2019 6位  |                                                           |                                       |
| 15   | テンダラー         |           |                                                           | 2011・2012 決勝進出                   |
| 16   | かまいたち         | 2019 2位  | KOC 2017 優勝                                             | 2021 たけし賞                         |
| 17   | 海原やすよ・ともこ |           |                                                           | 2015 たけし賞                         |
| 18   | おぎやはぎ         | 2002 4位  |                                                           |                                       |
| 19   | 笑い飯             | 2010 優勝 |                                                           | 2012 決勝進出                         |
| 20   | NON STYLE          | 2008 優勝 | オンバト 2006 年間王者 R-1 2015 決勝進出（石田）          | 2012 決勝進出 2013 3位                |
| 21   | ミキ               | 2017 3位  |                                                           | プレマスターズ 5回中4回突破           |
| 22   | 中川家             | 2001 優勝 |                                                           | 2020 たけし賞                         |
| 23   | 爆笑問題           |           | 新人演芸大賞 大賞（1993年） 花形演芸会 特別大賞（2001年） | 2011 シークレットゲスト               |

#### プレマスターズ出演者
- からし蓮根★
- キュウ
- シシガシラ
- ストレッチーズ
- 男性ブランコ
- TCクラクション
- トム・ブラウン
- ニッポンの社長
- 人間横丁
- パンプキンポテトフライ
- ビスケットブラザーズ
- ヘンダーソン
- ラパルフェ
- 隣人

### 第9回（2023年）
フジテレビ系列にて、2023年12月10日 19:00 - 21:54に『アサヒビール スマドリ THE MANZAI 2023 マスターズ』として放送。ほかに、同日 12:00 - 14:00にマスターズの予選会的番組として、『THE MANZAI 2023 プレマスターズ』が放送。
初めて中川家の出番順が爆笑問題の1つ前以外になった。

#### 出演
| 出番 | グループ名         | M-1決勝   | その他賞レースなど                                        | THE MANZAIとの関わり                  |
| ---- | ------------------ | --------- | --------------------------------------------------------- | ------------------------------------- |
| 1    | アンタッチャブル   | 2004 優勝 | オンバト 2003 年間王者                                    |                                       |
| 2    | サンドウィッチマン | 2007 優勝 | KOC 2009 2位                                              |                                       |
| 3    | タカアンドトシ     | 2004 4位  | オンバト 2004・2005 年間王者                              |                                       |
| ４   | NON STYLE          | 2008 優勝 | オンバト 2006 年間王者 R-1 2015 決勝進出（石田）          | 2012 決勝進出 2013 3位                |
| 5    | さすらいラビー★    |           |                                                           |                                       |
| 6    | 銀シャリ           | 2016 優勝 | KOC 2012 7位                                              | 2011・2013 決勝進出                   |
| ７   | おぎやはぎ         | 2002 4位  |                                                           |                                       |
| 8    | 千鳥               | 2005 6位  | R-1 2012 決勝進出（大悟）                                 | 2011 3位 2012・2013 2位 2016 たけし賞 |
| 9    | 海原やすよ・ともこ |           |                                                           | 2015 たけし賞                         |
| 10   | フットボールアワー | 2003 優勝 |                                                           |                                       |
| 11   | 錦鯉               | 2021 優勝 |                                                           |                                       |
| 12   | ウエストランド     | 2022 優勝 |                                                           |                                       |
| 13   | パンクブーブー     | 2009 優勝 |                                                           | 2011 優勝                             |
| 14   | ギャロップ         | 2018 8位  | THE SECOND 2023 優勝                                      |                                       |
| 15   | マヂカルラブリー   | 2020 優勝 | KOC 2018 7位 R-1 2020 優勝（野田）                        |                                       |
| 16   | テンダラー         |           | THE SECOND 2023 ファイナル進出                            | 2011・2012 決勝進出                   |
| 17   | かまいたち         | 2019 2位  | KOC 2017 優勝                                             | 2021 たけし賞                         |
| 18   | 中川家             | 2001 優勝 |                                                           | 2020 たけし賞                         |
| 19   | ナイツ             | 2008 3位  |                                                           | 2011 2位 2022 たけし賞                |
| 20   | 霜降り明星         | 2018 優勝 | R-1 2019 優勝（粗品）                                     |                                       |
| 21   | 笑い飯             | 2010 優勝 |                                                           | 2012 決勝進出                         |
| 22   | 博多華丸・大吉     |           | R-1 2006 優勝（華丸）                                     | 2011 決勝進出 2014 優勝               |
| 23   | 爆笑問題           |           | 新人演芸大賞 大賞（1993年） 花形演芸会 特別大賞（2001年） | 2011 シークレットゲスト               |

#### プレマスターズ出演者
- カカロニ
- からし蓮根
- 9番街レトロ
- さすらいラビー★
- シンクロニシティ
- 素敵じゃないか
- ダブルヒガシ
- トンツカタン
- パンプキンポテトフライ
- ひつじねいり
- フースーヤ
- 紅しょうが
- 豆鉄砲
- まんじゅう大帝国
- ミスター大冒険。
- ヤーレンズ
- ヨネダ2000
- 隣人

### 第10回（2024年）
フジテレビ系列にて、2024年12月8日 19:00 - 21:54に『アサヒビール スマドリ THE MANZAI 2024 マスターズ』として放送。ほかに、前日の14:30 - 16:00にマスターズの予選会的番組として、『THE MANZAI 2024 プレマスターズ』が放送される。

#### 出演
チュートリアルが第4回（2018年）以来5年ぶりの出演を果たした。
| 出番 | グループ名            | M-1決勝   | その他賞レースなど                                        | THE MANZAIとの関わり                  |
| ---- | --------------------- | --------- | --------------------------------------------------------- | ------------------------------------- |
| 1    | サンドウィッチマン    | 2007 優勝 | KOC 2009 2位                                              |                                       |
| 2    | ナイツ                | 2008 3位  |                                                           | 2011 2位 2022 たけし賞                |
| 3    | 錦鯉                  | 2021 優勝 |                                                           |                                       |
| 4    | 博多華丸・大吉        |           | R-1 2006 優勝（華丸）                                     | 2011 決勝進出 2014 優勝               |
| 5    | チュートリアル        | 2006 優勝 | R-1 2007 2位（徳井）                                      |                                       |
| 6    | ガクテンソク          |           | THE SECOND 2024 優勝                                      | 2011・2013・2014 決勝進出             |
| 7    | おぎやはぎ            | 2002 4位  |                                                           |                                       |
| 8    | かまいたち            | 2019 2位  | KOC 2017 優勝                                             | 2021 たけし賞                         |
| 9    | タカアンドトシ        | 2004 4位  | オンバト 2004・2005 年間王者                              |                                       |
| 10   | フットボールアワー    | 2003 優勝 |                                                           |                                       |
| 11   | NON STYLE             | 2008 優勝 | オンバト 2006 年間王者 R-1 2015 決勝進出（石田）          | 2012 決勝進出 2013 3位                |
| 12   | ナイチンゲールダンス★ |           |                                                           |                                       |
| 13   | ヤーレンズ★           | 2023 2位  |                                                           |                                       |
| 14   | テンダラー            |           | THE SECOND 2023 ファイナル進出                            | 2011・2013 決勝進出                   |
| 15   | ミルクボーイ          | 2019 優勝 |                                                           |                                       |
| 16   | 海原やすよ・ともこ    |           |                                                           | 2015 たけし賞                         |
| 17   | 中川家                | 2001 優勝 |                                                           | 2020 たけし賞                         |
| 18   | 千鳥                  | 2005 6位  | R-1 2012 決勝進出（大悟）                                 | 2011 3位 2012・2013 2位 2016 たけし賞 |
| 19   | 笑い飯                | 2010 優勝 |                                                           | 2012 決勝進出                         |
| 20   | 銀シャリ              | 2016 優勝 | KOC 2012 7位                                              | 2011・2013 決勝進出                   |
| 21   | パンクブーブー        | 2009 優勝 |                                                           | 2011 優勝                             |
| 22   | マヂカルラブリー      | 2020 優勝 | KOC 2018 7位 R-1 2020 優勝（野田）                        |                                       |
| 23   | とろサーモン          | 2017 優勝 |                                                           |                                       |
| 24   | 爆笑問題              |           | 新人演芸大賞 大賞（1993年） 花形演芸会 特別大賞（2001年） | 2011 シークレットゲスト               |

#### プレマスターズ出演者
- エバース
- オーサカクレオパトラ
- 9番街レトロ
- じぐざぐ
- センチネル
- ちゃんぴおんず
- 東京ホテイソン
- ナイチンゲールダンス★
- ナチョス。
- ネコニスズ
- ひつじねいり
- ママタルト
- マルセイユ
- ヤーレンズ★
- ロングコートダディ

## 司会者

### マスターズ（第3回まではプレミアマスターズ）

#### 総合司会
- ビートたけし（最高顧問）[注 6][17]
- ナインティナイン（岡村隆史・矢部浩之）
- 三田友梨佳（フジテレビアナウンサー） ‐ 第3回までと第5回・第6回・第8回
- 宮司愛海（フジテレビアナウンサー） ‐ 第4回
- 山﨑夕貴（フジテレビアナウンサー） ‐ 第7回
- 佐久間みなみ（フジテレビアナウンサー） - 第9回

#### SPECIAL VOICE
- 山寺宏一 ‐ 第6回

#### ナレーション
- 堀場亮佑 ‐ 第5回から

### プレマスターズ

#### 総合司会
- 佐野瑞樹（フジテレビアナウンス室バラエティ担当局次長） ‐ 第1回から[24]
- 三田友梨佳（フジテレビアナウンサー） ‐ 第3回までと第5回・第6回・第8回
- 宮司愛海（フジテレビアナウンサー） ‐ 第4回
- 山﨑夕貴（フジテレビアナウンサー） ‐ 第7回

## 出演芸人一覧

### マスターズ（第3回まではプレミアマスターズ）
五十音順で、名前の後の数字は出演した回を示す。★はプレマスターズ大会勝者（マスターズ出演権獲得者）、☆は同年のM-1グランプリチャンピオンの出演である事を示す。太字で記されたコンビは全ての回に出演している事を示す。
- アンタッチャブル (5)(6)(7)(8)(9)
- インディアンス (4★)(5★)
- ウーマンラッシュアワー (1)(2)(3)(4)(5)(6)(7)
- ウエストランド (9)
- 海原やすよ・ともこ (1)(2)(3)(4)(5)(6)(7)(8)(9)(10)
- おぎやはぎ (1)(2)(3)(4)(5)(6)(7)(8)(9)(10)
- ガクテンソク (10)
- かまいたち (6)(7)(8)(9)(10)
- からし蓮根 (8★)
- キャイ〜ン (1)(2)(3)
- ギャロップ (9)
- 銀シャリ (2☆)(3)(4)(5)(6)(7)(8)(9)(10)
- さすらいラビー (9★)
- 三四郎 (1★)
- サンドウィッチマン (1)(2)(3)(4)(5)(6)(7)(8)(9)(10)
- 霜降り明星 (4☆)(5)(6)(7)(8)(9)
- ジャルジャル (1★)(3★)
- スピードワゴン (2)(5)
- タイムマシーン3号 (2★)
- タカアンドトシ (1)(2)(3)(4)(5)(6)(7)(8)(9)(10)
- 千鳥 (2)(3)(4)(5)(6)(7)(8)(9)(10)
- チュートリアル (1)(2)(3)(4)(10)
- テンダラー (3)(4)(5)(6)(7)(8)(9)(10)
- トット (2★)
- トレンディエンジェル (1☆)(2)(3)(4)
- とろサーモン (3☆)(4)(5)(6)(7)(10)
- ナイツ (1)(2)(3)(4)(5)(6)(7)(8)(9)(10)
- ナイチンゲールダンス(10★)
- 中川家 (1)(2)(3)(4)(5)(6)(7)(8)(9)(10)
- 流れ星 (3★)(4)(5)
- 錦鯉(8)(9)(10)
- NON STYLE (1)(3)(4)(5)(6)(7)(8)(9)(10)
- 博多華丸・大吉 (1)(2)(3)(4)(5)(6)(7)(8)(9)(10)
- 爆笑問題 (1)(2)(3)(4)(5)(6)(7)(8)(9)(10)
- ハマカーン (1)(2)(3)(4)
- パンクブーブー (1)(2)(3)(4)(5)(6)(7)(8)(9)(10)
- フットボールアワー (1)(2)(3)(8)(9)(10)
- プラス・マイナス (5★)
- ブラックマヨネーズ (1)(6)
- ますだおかだ (1)(2)
- マヂカルラブリー (7)(8)(9)(10)
- ミキ (2★)(4★)(6★)(7★)(8)
- ミルクボーイ (6)(7)(8)(10)
- メイプル超合金 (1★)
- ヤーレンズ(10★)
- 矢野・兵動 (1)(2)(3)(4)
- 和牛 (3★)(5)(6)(7)
- 笑い飯 (1)(2)(3)(4)(5)(6)(7)(8)(9)(10)

### プレマスターズ
五十音順で、名前の後の数字は出演した回を示す。 ★はプレマスターズ大会勝者（マスターズ出演権獲得者）、☆は同年のM-1グランプリチャンピオンのマスターズ出演者である事を示す。
- アインシュタイン (2)(4)(5)(7)
- アキナ (1)(3)
- 尼神インター (3)
- EXIT (5)
- インディアンス (4★)(5★)(6)(7)
- ウエストランド (1)(3)
- Aマッソ (3)(7)
- エバース(10)
- エレファントジョン (1)
- オーサカクレオパトラ(10)
- オキシジェン (2)
- オジンオズボーン (1)
- オズワルド (6)
- 蛙亭 (7)
- カカロニ (9)
- 学天即 (1)
- かまいたち (3)
- カミナリ (3)
- からし蓮根 (6)(7)(8★)(9)
- 祇園 (7)
- キュウ (7)(8)
- 9番街レトロ (9)(10)
- 銀シャリ (1)(2☆)
- コウテイ (7)
- コマンダンテ (2)
- さすらいラビー (9★)
- さらば青春の光 (2)
- 三四郎 (1★)(2)(3)
- 三拍子 (1)(4)
- じぐざぐ(10)
- シシガシラ (8)
- 磁石 (1)
- 霜降り明星 (3)(4☆)
- ジャイアントジャイアン (1)
- ジャルジャル (1★)(3★)(5)
- 湘南デストラーデ (1)
- 笑撃戦隊 (1)(2)
- シンクロニシティ (9)
- スーパーマラドーナ (5)
- すゑひろがりず (6)
- 素敵じゃないか (9)
- ストレッチーズ (8)
- セルライトスパ (2)
- センチネル(10)
- タイムマシーン3号 (1)(2★)(3)(5)
- ダイヤモンド (7)
- ダブルヒガシ (9)
- 男性ブランコ (8)
- ちゃんぴおんず(10)
- TCクラクション (8)
- 東京ホテイソン(10)
- トット (2★)(3)(4)
- トム・ブラウン (5)(7)(8)
- トレンディエンジェル (1☆)
- とろサーモン (2)
- トンツカタン (9)
- ナイチンゲールダンス(10★)
- 流れ星 (3★)
- 納言 (5)
- ナチョス。(10)
- 錦鯉 (2)
- ニッポンの社長 (8)
- ニューヨーク (1)(2)(6)
- 人間横丁 (8)
- ネコニスズ(10)
- 馬鹿よ貴方は (1)(2)
- パンプキンポテトフライ (8)(9)
- ビスケットブラザーズ (7)(8)
- ひつじねいり (9)(10)
- プラス・マイナス (5★)
- フースーヤ (9)
- 紅しょうが (9)
- ヘンダーソン (8)
- プリマ旦那（現・令和喜多みな実） (4)
- POISON GIRL BAND (1)
- 豆鉄砲 (9)
- ママタルト(10)
- マルセイユ(10)
- まんじゅう大帝国 (4)(5)(6)(9)
- ミキ (2★)(3)(4★)(6★)(7★)
- ミスター大冒険。 (9)
- 見取り図 (6)
- 宮下草薙 (5)
- メイプル超合金 (1★)
- ヤーレンズ (9)(10★)
- ゆにばーす (4)
- ヨネダ2000 (9)
- 四千頭身 (4)(5)(6)
- ラパルフェ (8)
- ラランド (6)(7)
- 和牛 (1)(3★)(4)
- 隣人 (8)(9)
- ロングコートダディ(10)
- わらふぢなるお (7)

## スタッフ

### 第10回（2024年12月8日時点）
- SPECIAL VOICE：山寺宏一（第6回-）
- MUSIC：東京スカパラダイスオーケストラ
- 制作統括：石川綾一（フジテレビ、第10回）
- 構成：酒井健作、大井洋一、奥田泰、中藤洋（酒井〜中藤→第6回-）、長谷川優（第1-3,6回-）
- 美術制作：平井秀樹（フジテレビ、第8回-）
- デザイン：鈴木賢太（フジテレビ）
- アートコーディネーター：林勇（第4回-、第3回までは美術進行）
- 大道具：鎌田大祐（第4-7,9回-）、酒井孝一（第8回-）
- アートフレーム：石井智之
- アクリル装飾：伊藤幸枝（第7回-）
- 電飾：日下信二
- マルチ：上福更記（第6回-）
- 装飾：百瀬貴弥（第10回）
- 衣装：城戸政人（第5回-）
- 持道具（第6回-）：土屋洋子（第6回-）
- メイク：春山輝江、山田かつら
- TP：勝村信之（フジテレビ、第7回-）
- SW：河西純（第1-4,6-8,10回）
- CAM：森内一行（第10回）
- VE：宮本学（第10回）
- AUD：高橋幸則
- LD：川田敦史
- TM：橋本雄司（第7回-）
- 編集：井上真一（第8回-）
- MA：足達健太郎（第8回-）
- 音響効果：小堀一（第10回）
- CG：武井裕介（第6回-）
- TK：海老澤廉子
- 美術協力：フジアール（第4回-）
- 技術協力：ニユーテレス、fmt、テルミック、マルチバックス、サンフォニックス、明光セレクト、リトルステップ、Eno STUDIO、デジデリック、casinodrive、IMAGICA（テル→第4回-、Eno・casino→第8回-、リトルス→第10回）
- 協力：PLAT FORM.INC（第4回-）
- 制作協力：吉本興業
- 広報：飯泉英一郎（フジテレビ、第8,10回）
- 営業：柳元大輝（フジテレビ、第10回）
- デスク：市川亜季（第4回-）
- AD：尾末城太郎（第8回-）、梅谷響、岡田壮、金澤萌桃（梅谷・岡田・金澤→第9回-）、亀川乃晶、山越結太、藤本結衣（亀川・山越・藤本→第10回）
- AP：橋本苑香（IVSテレビ制作、第6回-）、榛葉崇太・國廣光・嶋村理奈（共に吉本興業、國廣→第8回-、榛葉・嶋村→第10回）
- ディレクター：新井孝輔（PLATFORM、第1,3回-）、井上拓也（第9回-、第4,7,8回はAD）、牛窪真二（PLATFORM、第3回-）
- プロデューサー：大川友也（フジテレビ、第10回）、倉科知美（フジテレビ、第10回、第7,8回はAP、第9回は制作P）、林真凜（吉本興業、第8,10回、第9回は制作P）、石川敬大（フジテレビ、第10回）
- ゼネラルプロデューサー：朝妻一（フジテレビ、第5回-、第1,3,4回はプロデューサー）
- 演出：登内翼斗（フジテレビ、第8回-）、原武範（PLATFORM）
- チーフプロデューサー：日置祐貴（フジテレビ、第10回）
- 制作：フジテレビ編成総局バラエティ制作局バラエティ制作センター（第10回、第4回は編成局制作センター第2制作室、第5-9回は編成制作局制作センター第2制作室）
- 制作著作：フジテレビ

#### 過去のスタッフ
- 制作統括：戸渡和孝（フジテレビ、第5回、第4回は企画統括）、北口富紀子（フジテレビ、第8,9回、第5-7回はチーフプロデューサー）
- SPECIAL VOICE：ブラザートム（第4,5回、第3回まではナレーション）、アイクぬわら（第8回）
- ナレーション：じんぼぼんじ（第1回〜第4回）、堀場亮佑（第5,6回）
- 構成：小笠原英樹、大平尚志、酒井義文、藤井直樹（小笠原〜藤井→第5回まで）、小林仁（第2,3回）
- SPECIAL THANKS：藪木健太郎（共同テレビ、第4,5回、第3回までは総合演出）
- 美術制作：佐々木順子（フジテレビ、第1-3回）、板谷栄司（フジテレビ、第4-7回）
- 大道具：松本達也（第1-3回）
- 装飾：門間誠（第1-3回）
- アクリル装飾：斎藤祐介（第1,5,6回）、相原加奈（第2-4回）
- マルチ：野崎裕康（第5回まで）
- 衣装：林春来（第4回）
- TP：長田崇（フジテレビ、第6回まで）
- TM：高瀬義美（第4-6回）
- SW：小川利行（第1,2,5回、第3回はCAM）、遠藤俊洋（第9回、第8回はCAM）
- CAM：上田軌行（第2,7回）、伊郷憲二（第4回）、池田幸弘（第5回）、秋山勇人（第6回）、藤本伸一（第8回）、吉原喜久（第9回）
- VE：水野博道（第1回）、齋藤雄一（第3回）、山下将平（第4-8回）、武田和浩（第9回）
- CG：久保田幸（第1回）、鈴木鉄平（第5回まで）
- 音響効果：高田智彰（第1-3回）、森江亮太（第3回）、笠松広司（第4-8回）、北澤寛之（第9回）
- TK：水越理恵（第1回）
- 編集：渡辺寛樹（第1-3回）、和田真弥（第4,5回）、渕真吾（第4-7回）
- MA：阿部雄太（第1-3回）、木村亮允（第4-7回）
- 技術協力：BABY SOUND LUCK（第1-3回）、共同テレビ（第4,5回）、デジタルサーカス（第4-9回）
- 協力：α-grid（第4回）、竹下幸之介（DDTプロレスリング、第5回）、RENO VATIO（第9回）
- 編成：武田誠司（フジテレビ、第4回）
- 広報：瀧澤航一郎・西本麻里子（フジテレビ、第1回）、高橋慶哉（フジテレビ、第2回）、高木秀幸（フジテレビ、第3回）、根本智史（フジテレビ、第4-7回）、友田綾乃（フジテレビ、第9回）
- 営業：中野祐治（フジテレビ、第2回）、村尾一樹（フジテレビ、第2-6回）、安部花恵（フジテレビ、第8回）、門脇寛至（フジテレビ、第7,9回）
- デスク：馬場瞳（第1,2回）、福田有岐（第3回）
- FD：菅谷美香、藤原麻衣（共に第3回）
- AD：中山満里奈（第4回）、伊藤大地（第5回）、池上俊（第5-9回）、伊藤優希、原田和実、木屋朱音（共に第6回）、菅沼菜々子（第6,7回）、石井里加子（第9回）
- AP：小松航（よしもとクリエイティブ・エージェンシー、第3回）、大川直人（吉本興業、第5回）、曽我加仰里（第5,6回）、角田英次郎（吉本興業、第6回）、富永衣里子（吉本興業、第7回）、中井謙吾（吉本興業、第8回）、土田香織（吉本興業、第9回）
- ディレクター：筧大輝（フジテレビ、第1-3回）、安部聖之（PLATFORM、第1,3-5回）、曽我和隆（PLATFORM、第1,3-5回）、白川誠（第1,3,6,7回）、飛田竜平（α-grid、第2,3,6回、第1回はFD）、福司龍太（neo、第3回）、松本泰治（LINGUS、第4-7回）、金井克仁（イーストF、第8回）、境清吾（第8回）
- 演出：北山拓（フジテレビ、第4-7回）
- 制作プロデューサー：小澤慧里子（アルファ・グリッド、第4回、第3回まではAP）、邵東方（よしもとクリエイティブ・エージェンシー、第4回）
- プロデューサー：五十嵐剛（フジテレビ、第2回）、山本布美江（フジテレビ、第5,6回）、滝澤美衣奈（フジテレビ、第7回）、片岡新己留（フジテレビ、第8,9回、第7回はAP）、稲冨聡（よしもとクリエイティブ・エージェンシー、第2回）、森俊和（よしもとクリエイティブ・エージェンシー、第2回まではAP、第3,4回）、肥後篤人（吉本興業、第5-7回、第4回は制作プロデューサー、よしもとクリエイティブ・エージェンシー）
- チーフプロデューサー：中嶋優一（フジテレビ、第1-3回）、黒木彰一（フジテレビ、第4回）、上野貴央（フジテレビ、第8,9回）